# Philipp Melanchthon
Philipp Melanchthon (försvenskad stavning, främst i äldre texter, Filip Melankton), ursprungligen Philipp Schwarzerd, född 16 februari 1497 i Bretten, död 19 april 1560 i Wittenberg, var en tysk teolog, humanist och reformator. Melanchthon var Martin Luthers främste medarbetare.

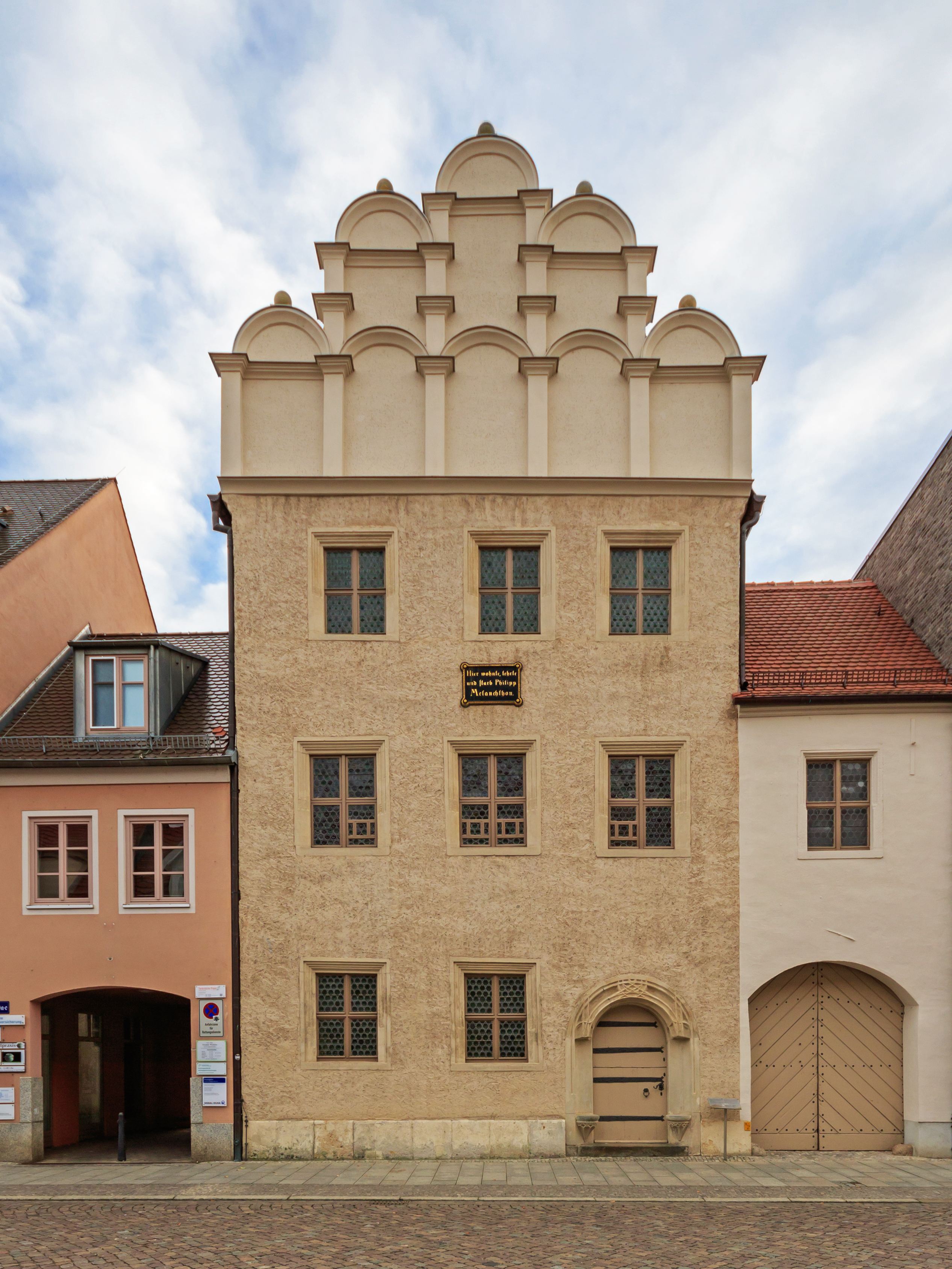
Philipp Melanchthons hus i Wittenberg.

## Biografi
Melanchthon studerade i Heidelberg och Tübingen, bland annat för Johannes Reuchlin, och blev 1518 kallad till en professur i grekiska vid Wittenbergs universitetet, där han från 1519 även undervisade vid den teologiska fakulteten. Philipp Melanchthon var släkt med Johannes Reuchlin, som var en av humanismens förgrundsgestalter.  Melanchthon bodde hos honom under sina tonår, sedan han blev föräldralös och Johannes Reuchlin utövat ett stort inflytande över Melanchthons tankegångar och bildning. 
Reuchlin gav honom den grekiska namnformen Melanchthon efter hans tyska släktnamn Schwarzerdt (Svartjord) enligt humanistisk sed, och rekommenderade honom till professortjänsten i grekiska vid den nybildade universitetet i Wittenberg som han tillträdde 21 år gammal.
Melanchthon var liten till växten, inte längre än 1,50 m och tunn, och Luther oroade sig för att han inte skulle klara Wittenbergs kärva klimat. Melanchthon satte sig dock genast i respekt inom universitetets murar, hans installationstal var medryckande och imponerande. Melanchthon spelade en framträdande roll vid universitetet i Wittenberg, först som professor och senare som rektor. 
Luther vann honom snart för reformationen, och 1521 publicerade Melanchthon det första evangeliska dogmatiska verket, Loci Communes. Melanchthon skrev även Augsburgska bekännelsen (1530) och andra reformatoriska bekännelseskrifter.
Melanchthons verksamhet som kyrko- och utbildningsreformator gav honom tillnamnet Praeceptor Germaniae ("Tysklands lärare"). Bland annat byggde han upp det evangeliska systemet av Landeskirchen och reformerade Wittenbergs universitet och andra tyska universitet och latinskolor. För detta syfte skrev han aristoteliskt orienterade läroböcker i logik, retorik, psykologi, etik och fysik. Slutligen genomarbetade han en världshistoria, den "Carionska krönikan". Hans bildningsintresse kan kontrasteras mot Luthers starkt anti-skolastiska hållning), och han har därför ansetts ha varit av stor vikt för kulturlivets utveckling i de protestantiska länderna: "Melanchthons stora och förblivande insats är att ha försonat reformationen med det klassiska bildningsarvet och i den andan ha lagt grunden till den protestantiska lärdomsskolan".
Melanchthon var alltså inte alltid överens med Luther i alla teologiska och politiska frågor, men han bemödade sig om att de framväxande konfessionerna skulle närma sig varandra. Melanchthon hade till exempel en ljusare människosyn än Luther, och tog avstånd från de tankar på predestination som fanns hos honom.

## Psalmer
- Ack, bliv hos oss, o Jesu Krist. Psalmen återfinns också 1986, men Melanchtons vers är då borttagen och titelraden ändrad till Behåll oss vid ditt rena ord. Finns på Wikisource.

## Utmärkelser
Asteroiden 7906 Melanchton är uppkallad efter honom.